# مايك بوكانان
مايك بوكانان هو لاعب هوكي الجليد كندي، ولد في 1 مارس 1932 في سو ساينت ماري في كندا، وتوفي في 3 يناير 2017.

## وصلات خارجية
- مايك بوكانان على موقع دوري الهوكي الوطني (الإنجليزية)
- مايك بوكانان على موقع قاعة مشاهير الهوكي (لاعب أن.إتش.أل) (الإنجليزية)
- مايك بوكانان على موقع EliteProspects.com (الإنجليزية)
- مايك بوكانان على موقع HockeyDB.com (الإنجليزية)
- مايك بوكانان على موقع Hockey-Reference.com (الإنجليزية)